# African Theological Archministry
L'African Theological Archministry est un temple yoruba aux États-Unis.

## Historique
Walter Eugene King (en) naît à Détroit en 1928. En 1955, l'année qui suit sa découverte du vaudou haïtien lors d'un voyage à Haïti, il fonde un temple sous le nom d'Ordre de Damballah Hwedo Ancestor Priests. En août 1959, il voyage à Matanzas, où des afro-cubains l'initient à la santeria,. À son retour à New York, il transforme son temple et lui donne le nom de temple Sango, auquel il incorpore l'African Theological Archministry en 1960,.
À l'automne 1970, certains fidèles fondent un royaume yoruba indépendant à Sheldon, Caroline du Sud. Le royaume est appelé Oyotunji, en référence à l'ancienne cité-État Oyo, située au Yorubaland. King se rend au Nigéria en 1972, où il est formé au séminaire de prêtre d'Ifá,. La même année, il prend le nom Adefunmi I. 
Le temple reste actif à New York, où il compte notamment Kuwasi Balagoon parmi ses adeptes.

## Missions
L'African Theological Archministry, qui dépend d'Oyotunji, se présente comme une organisation visant à combattre les stéréotypes négatifs sur les cultures africaine et afro-américaine en partageant des informations historiques et culturelles ainsi qu'en servant de laboratoire vivant de traditions africaines.